# Aurons
Aurons település Franciaországban, Bouches-du-Rhône megyében. Lakosainak száma 559 fő (2022. január 1.). Aurons Alleins, Lamanon, Lambesc, Pélissanne, Salon-de-Provence és Vernègues községekkel határos.

## Népesség
A település népességének változása:
| Lakosok száma | 150  | 282  | 355  | 527  | 531  | 533  | 551  | 563  | 565  | 559  |
|               | 1968 | 1982 | 1990 | 2006 | 2013 | 2015 | 2017 | 2019 | 2020 | 2022 |